# Luke Stewart Exposure Quintet
Luke Stewart Exposure Quintet ist ein Jazzalbum von Luke Stewart. Die 2018 im Experimental Sound Studio in Chicago entstandenen Aufnahmen erschienen am 23. Oktober 2020 als Download sowie als Doppel-LP in limitierter Auflage auf dem Label Astral Spirits.

## Hintergrund
Im Jahr 2018 wurde Stewart von Dave Rempis eingeladen, an der Veranstaltungsreihe Exposure Series im Elastic Arts in Chicago teilzunehmen. Dies führte schließlich im Spätjahr zur Einladung durch Ken Vandermark, sich an der Option Series im Experimental Sound Studio in Chicago zu beteiligen. Stewart stellte dann für sein Projekt Exposure Quintet eine neue Gruppe von Chicagoer Musikern zusammen; dies waren Edward Wilkerson Jr. und Ken Vandermark an den Holzblasinstrumenten, Jim Baker am Piano und Avreeayl Ra am Schlagzeug.

## Titelliste
- Luke Stewart: Luke Stewart Exposure Quintet (Astral Spirits AS142)[2]

1. Awakening the Masters 10:40
2. Brown and Gray 11:05
3. Haarp and Concrete Silhouette Pt. I 18:08
4. Haarp and Concrete Silhouette Pt. II 15:19
5. The Scene 23:23

## Rezeption

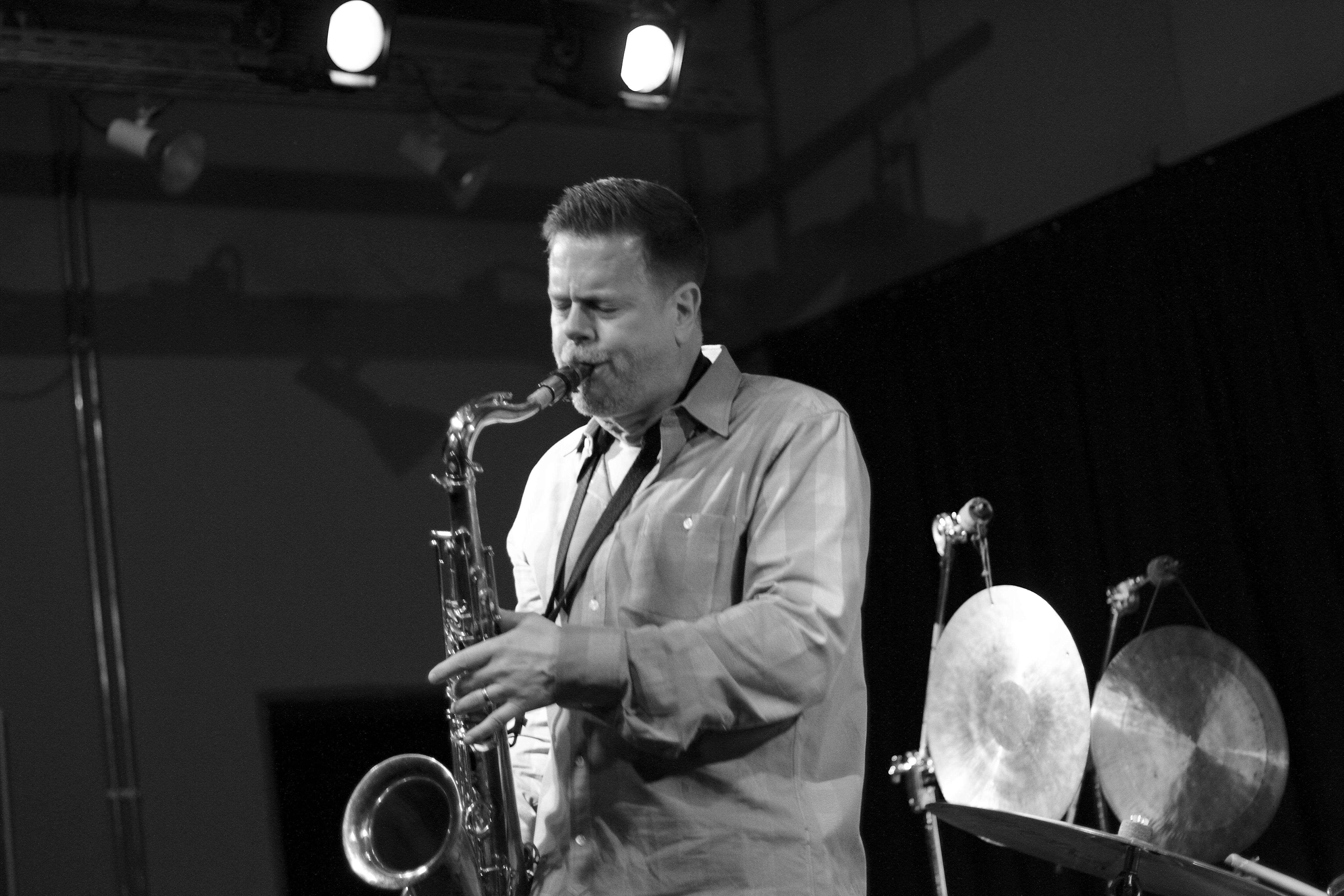
Ken Vandermark bei einem Konzert mit Klaus Kugel und Mark Tokar im Club W71 Weikersheim 2018.

Marcus J. Moore schrieb in Daily Bandcamp, Luke Stewarts packendes neues Album spanne den Bogen in 79 Minuten vom Blues-zentrierten Swing zum Free Jazz, mit Übergängen zu hypnotischem Drone. Zwar brauche es große Geduld, um durch das Album zu kommen, aber Stewart zeige eine souveräne Beherrschung der Stimmung und des Tempos, indem er Stücke wie die zweiteilige „Harp and Concrete Silhouette“ verwendet, um ein tiefes Gefühl der Ruhe hervorzurufen. Umgekehrt setze er in „Awakening the Masters“ und „Brown and Grey“ einen wogenden Bass ein, kreischende Saxophongeräusche und rollende Klavierakkorde, die beide als „traditioneller Jazz“ abgebucht werden und die klarsten Spuren im Album liefern.
Der Kritiker von CapitalBop notierte, Luke Stewart sei zweifellos ein herausragender Musiker aus der Jazz- und Creativ-Music-Szene von D.C., der unter anderem von Down Beat, der Washington Post und Pitchfork hoch gelobt wurde – und dieses Album sei ein Wendepunkt in seiner Karriere als Bandleader. Jeder Ton aus dem Exposure Quintet scheint aus einer einzigen, riesigen spirituellen Quelle zu stammen. Aber klanglich enthalte das Album viele Kontraste. „Weit geöffnete Passagen ohne klaren rhythmischen Puls mit weichen, treibenden Grooves, und fest bluesbasierte Melodien dehnen sich aus und diffundieren in ein breites Spektrum von Tönen und Texturen, manchmal alle innerhalb eines einzelnen Tracks.“ Während der gesamten Aufnahme zeige sich Stewarts Bass nur geringfügig in der Abmischung, aber man könne Stewarts Präsenz in jedem Moment des Albums spüren, vielleicht am allermeisten, wenn er eines der Segmente mit zyklischem, schlangenförmigem, welligem Groove verankere. Es zeige sich, dass Stewart eine Band ohne den geringsten Hinweis auf Hierarchien oder Kontrolle leiten und zusammenhalten könne. Seine Musik sei eine seltsame Art von Quantenkunst, resümiert der Autor; „er kanalisiert kollektive Improvisation, um gleichzeitig Beschwörungen der Vergangenheit, Verbindung zur Gegenwart und Zukunftsvisionen zu erzeugen.“